# TI razred (supertankerji)
TI razred je razred ladij supertankerjev. So po prostornini in tonaži največje ladje na svetu in tudi največje dvo trupne ladje. Večji od njih je bil samo enotrupni supertanker Knock Nevis. Kontejnerske ladje razreda Trojni E so sicer daljše, vendar imajo precej manjšo nosilnost. Razred TI obsega štiri ladje TI Africa, TI Asia, TI Europe in  TI Oceania. TI pomeni Tankers International. So tudi edine ULCC (ang. ultra-large crude carriers) ladje zgrajene v začetku 21. stoletja. 
Vse štiri ladje so zgradili za ladijsko družbo Hellespont v Južnokorejski ladjedelnici Daewoo Shipbuilding & Marine Engineering v Okpo. Sprva so ladje imela imena Hellespont Alhambra, Hellespont Fairfax, Hellespont Metropolis in Hellespont Tara.  Podjetje Overseas Shipholding Group (OSG) je prevzelo ladji Hellespont Fairfax in Hellespont Tara. Podjetje Euronav pa ladji Hellespont Alhambra in Hellespont Metropolis.
Ladje imajo sorazmerno visoko potovalno hitrost 16,5 vozlov kadar so napolnjene in 17,5 vozlov v balastu. Kadar so napolnjene, so prevelike za Panamski prekop, tudi po razširitvi le tega. 
TI Asia in TI Africa so predelali v predelovalne ploščadi (FSO-Floating production storage and offloading) ter jih preimenovali v FSO-Asia in FSO-Africa.

## Specifikacije
- Graditelj: Daewoo Shipbuilding & Marine Engineering, Okpo-dong, Južna Koreja
- Čas gradnje: 2002–2003
- V uporabi: 2003–do danes
- Zgrajene: 4
- Aktivne: 2
- Tip: Supertanker (ULCC)
- Tonaža: 234 006 GT; 162 477 NT
- Nosilnost: 441 585
- Izpodriv: 68917 ton (lahka) in 517 660 ton polno naložena
- Dolžina: 380 m (1 246 ft 9 in)
- Širina: 68 m (223 ft 1 in)
- Ugrez: 24,5 m (80 ft 5 in)
- Hitrost: 16,5 vozlov (30,6 km/h; 19,0 mph) (naložena)
- Kapaciteta: 3 166 353 sodčkov nafte (503 409 900 l)